# Tadeusz Popek
Tadeusz Popek (ur. w 1912) – polski lekkoatleta, specjalizujący się w biegach sprinterskich.

## Osiągnięcia
- Mistrzostwa Polski seniorów w lekkoatletyce
  - Chorzów 1937
    - złoty medal w sztafecie 4 × 100 m
    - brązowy medal w biegu na 100 m
    - brązowy medal w biegu na 200 m

  - Poznań 1938 (sztafety)
    - brązowy medal w sztafecie 800+400+200+100 m

- Halowe mistrzostwa Polski seniorów w lekkoatletyce
  - Przemyśl 1937
    - złoty medal w biegu na 50 m
    - srebrny medal w sztafecie 6 × 50 m

  - Przemyśl 1939
    - srebrny medal w biegu na 50 m
    - srebrny medal w sztafecie 6 × 50 m